# Siegenfeld
Siegenfeld ist ein Dorf sowie Katastralgemeinde von Heiligenkreuz (Niederösterreich) und grenzt unmittelbar an die Stadtgemeinde Baden an.

## Geografie
Zur Katastralgemeinde Siegenfeld gehören ebenfalls die Rotten Krainerhütte und Rosental sowie die Cholerakapelle.

## Geschichte
Siegenfeld ist älter als Heiligenkreuz und um 1040 entstanden. Nach der Schenkung durch Herzog Heinrich II. „Jasomirgott“ richteten die Zisterzienser hier eine Grangie des Stifts Heiligenkreuz ein. Die Vorgängerin der heutigen Kirche im Ortszentrum wurde 1414 errichtet. Sowohl die Vorgängerkirche als die heutige sind dem Heiligen Ulrich von Augsburg geweiht.
Laut Adressbuch von Österreich waren im Jahr 1938 in Siegenfeld ein Bäcker, drei Gastwirte, zwei Gemischtwarenhändler, ein Holzgeräteerzeuger, zwei Milchhändler, zwei Schuster und einige Landwirte ansässig. Weiters gab es ein Kaffeehaus, ein Erholungsheim für Arbeiter der chemischen Industrie und außerhalb des Ortes einen Steinbruch.
Zwischen Juni 1944 und April 1945 wurden auf dem Pfarrgut Heiligenkreuz ungarische Juden als Zwangsarbeiter im Wald und in der Lagerküche eingesetzt. Es gab ein Lager für Männer und eines für Frauen.

## Öffentliche Einrichtungen
In Siegenfeld befindet sich ein Kindergarten.

## Sehenswürdigkeiten
- Filialkirche St. Ulrich (Stiftspfarre Heiligenkreuz)[4]
- Cholerakapelle

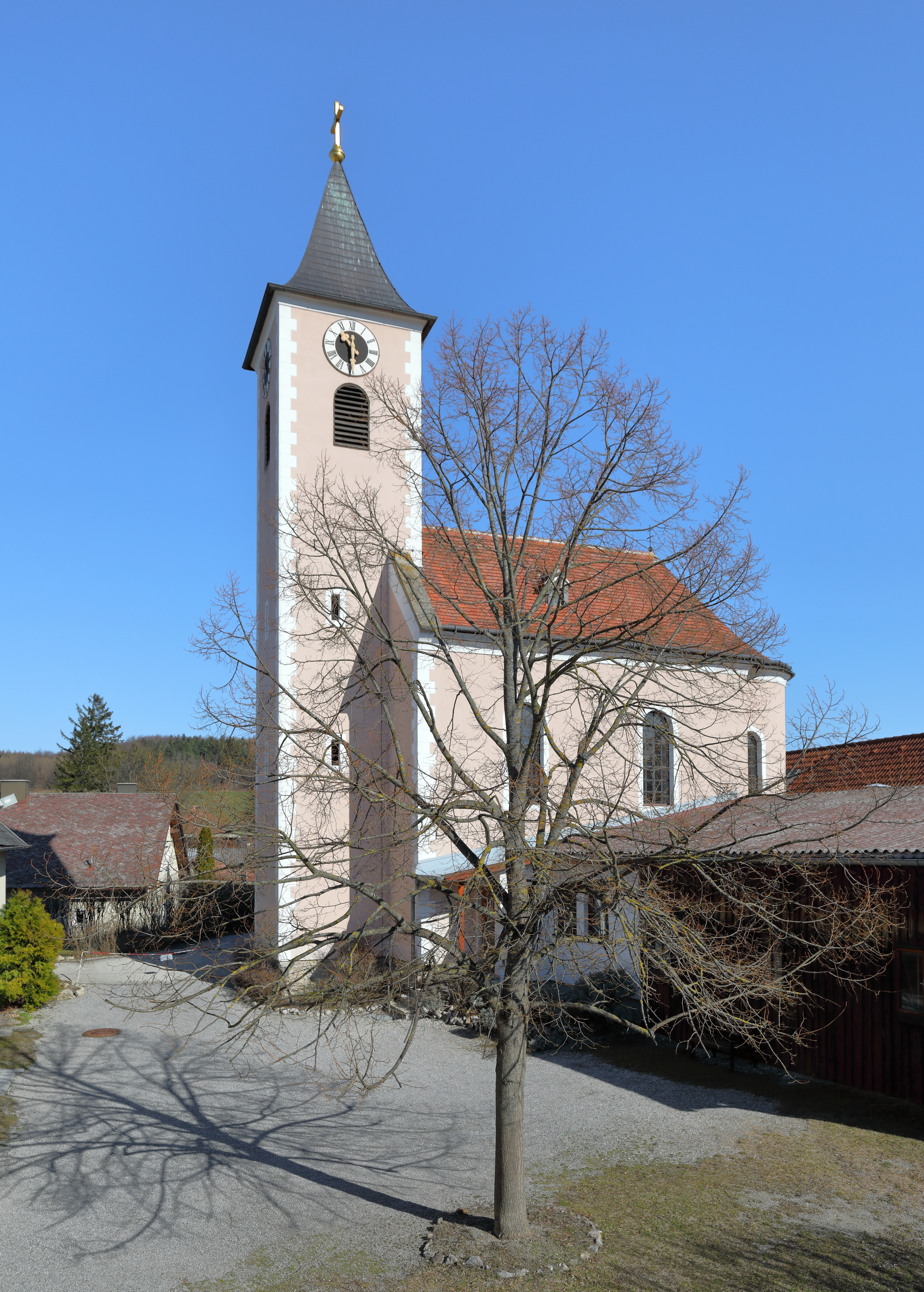
Kirche St. Ulrich von Siegenfeld
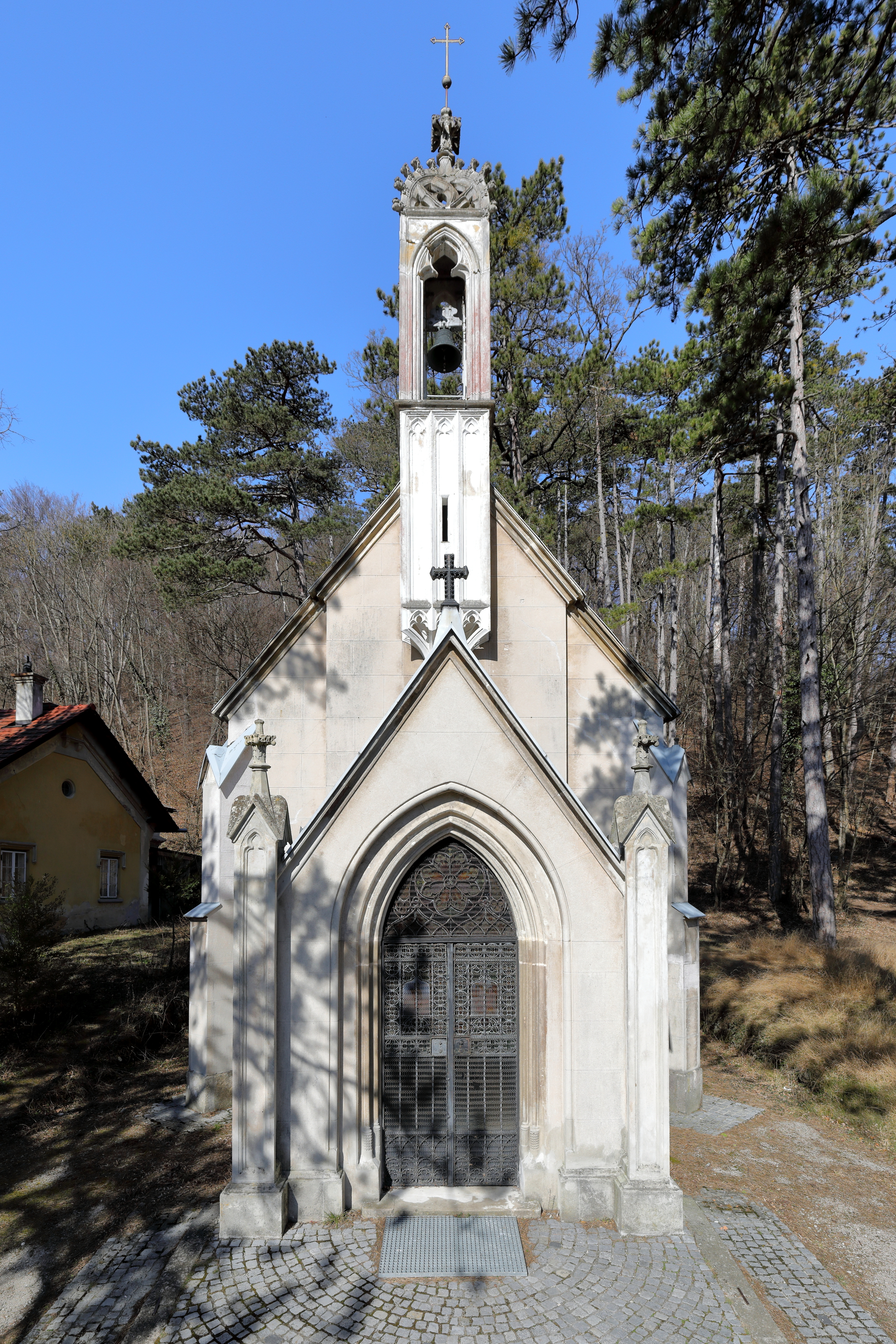
Cholerakapelle im Helenental